# Joan Pujol Garcia
Pour les articles homonymes, voir Pujol et Garcia.
Joan Pujol i Garcia (forme catalane), ou Juan Pujol García (forme espagnole), né le 14 février 1912 à Barcelone et mort le 10 octobre 1988 à Caracas, est un agent double espagnol  qui a travaillé pour les Britanniques, considéré comme le plus grand agent double durant la Seconde Guerre mondiale.

## Biographie
Il était connu des Britanniques sous le nom de « Garbo » et des Allemands sous celui d'« Alaric Arabel ». Il tient un rôle majeur dans le contre-renseignement allié relatif au débarquement de Normandie.
Pendant l'opération Fortitude, sa mission auprès du MI5 consistait à désinformer l'Abwehr à propos du débarquement en Normandie en faisant croire aux nazis que celui-ci n’était qu’un leurre et que le « vrai » aurait finalement lieu quinze jours plus tard dans le Pas de Calais. Son supérieur était Cyril Bertram Mills, « Mr Grey ».
En septembre 2016, des documents déclassifiés par les services secrets britanniques révèlent que l'épouse de Garbo, Araceli Gonzalez, qui n'arrivait pas à s'adapter à leur vie en Angleterre, menaça de tout révéler et faillit compromettre la mission de son mari en 1943, malgré le rôle important qu'elle eut au début de la carrière de Garbo, faisant croire aux Allemands qu'il espionnait pour leur compte en Angleterre alors qu'il se trouvait au Portugal et leur donnait de fausses informations.
Il ne fut jamais démasqué par les services allemands, qui le décorèrent de la croix de fer en juillet 1944.
Après la guerre, il se fait passer pour mort en Angola et part pour le Venezuela , à Lagunillas (État de Zulia), où il tient une librairie : La Casa del Regalo[source insuffisante]. Il repose à Choroní (État d'Aragua).

## Honneurs
En tant qu'Arabel, Joan Pujol Garcia reçoit le 29 juillet 1944 la  Croix de fer de seconde classe pour ses actions en faveur de l'effort de guerre allemand ; en tant que Garbo, il reçoit le 25 novembre 1944 la médaille de l'Ordre de l'Empire britannique du roi George VI. Avec Lauri Törni, c'est ainsi l'une des rares personnes à avoir reçu une distinction militaire à la fois de l'Axe et des Alliés.

## Au cinéma et à la télévision
- (es) Garbo, el espía : el hombre que salvó el mundo, documentaire d'Edmon Roch, Ikiru Films, Colose Producciones, Centuria Films, Espagne, 2009[9].
- (en) Secret D-Day - US television - il y est incarné par l'acteur français Sam Spiegel.